# بات بوند
بات بوند (بالإنجليزية: Pat Bond)‏ هي ممثلة أمريكية، ولدت في 27 فبراير 1925، وتوفيت في 24 ديسمبر 1990 بسبب نفاخ رئوي.

## وصلات خارجية
- بات بوند على موقع IMDb (الإنجليزية)
- بات بوند على موقع قاعدة بيانات الفيلم (الإنجليزية)